# بنت حظ (فلم)
بنت حظ فيلم مصري تم إنتاجه عام 1948، من تأليف عبد الفتاح حسن وبديع خيري وإخراج عبد الفتاح حسن و بطولة محمد فوزي وسامية جمال.

## فريق العمل
إخراج: عبد الفتاح حسن
تأليف:
- بديع خيري
- عبد الفتاح حسن

طاقم العمل:
- محمد فوزي
- سامية جمال
- علي الكسار
- محمود شكوكو
- زينات صدقي
- عبد المنعم إسماعيل

## روابط خارجية
- مقالات تستعمل روابط فنية بلا صلة مع ويكي بيانات